# Пастухов, Пётр Иванович
Пётр Ива́нович Пастухо́в (1732—1799) — русский публицист, переводчик, статс-секретарь и сенатор Российской империи.

## Биография
Пётр Пастухов родился 9 января 1732 (или 1739 ) года. Образование получил в Сухопутном шляхетском кадетском корпусе, в который поступил в возрасте 13 лет.
В 1761 (скорее всего, ранее, т.к. 16 лет в корпусе не держали, и  офицерское звание выше прапорщика присвоить не могли) году Пастухов был выпущен поручиком армии и в числе других был оставлен при корпусе. В течение последних лет своего пребывания в корпусе он принимал деятельное участие в издававшемся при корпусе журнале «Праздное время, в пользу употребленное». Журнал этот выходил еженедельно и просуществовал с января 1759 года по декабрь 1760 года. Он помещал в нём, главным образом, оригинальные статьи, но были также компилятивные и переводные. Из сорока статей, помещенных им в III и IV частях «Праздного Времени», только 4 статьи были переведены с немецкого. В статьях своих Пастухов затрагивал вопросы воспитания, например в статьях: «О худом воспитании больших сыновей дворян, живущих в деревне с примером хорошего воспитания сына Евдокса и дочери Леонтины», «О презрении училищ», «О презрении рукоделий и художества». Другие его статьи  были чисто нравоучительного характера: «О притворстве», «Нравоучительные правила» наконец, были статьи из мифологии, как, например: «Плутон, подземный бог, Прозерпина, его супруга и Протезилай умерший», «Минос, Адский судья и Сострат Разбойник», «Лукреция, Клеопатра и Прозерпина» и другие. С закрытием журнала и литературная деятельность Пастухова практически сошла на нет. По окончании корпуса, как уже было упомянуто выше, он занялся педагогической деятельностью.
16 июня 1762 года П. И. Пастухов был пожалован в майоры армии и назначен был «быть при воспитании цесаревича (Павла Петровича) субинформатором».
22 сентября 1773 года он был произведен в статские советники и получил назначение быть при особе императрицы для принятия подаваемых на высочайшее имя прошений; в этой должности кабинет-секретаря он пробыл более двадцати лет.
9 июля 1779 года, будучи камер-юнкером, П. был отправлен в свите навстречу принцессе Софии-Доротее Вюртембергской, будущей великой княгине Марии Фёдоровне, в город Мемель — «для обучения ее дорогой русской азбуке»; и впоследствии, уже в бытность её императрицей, он продолжал давать ей уроки русского языка.
В 1782 году Пастухов был избран в особую комиссию для устройства в России народных школ, образованную под председательством тайного советника П. В. Завадовского. Назначение этой комиссии состояло «в приготовлении хороших учебных книг, в образовании способных и надежных преподавателей и в устройстве народных училищ на основании современных педагогических начал». 24 октября 1786 года Пастухов был назначен председателем в особо образованном при вышеупомянутой комиссии комитете, в состав которого вошли надворные советники Кох и Туманский. На этот комитет было возложено издательство учебных пособий для будущих гимназий и университетов. Образцами для этих работ служили австрийские учебники; однако все работы комитета оказались бесполезными, так как учебники к тому времени, когда в них явилась надобность, уже устарели. 7 ноября того же 1782 года комиссия для устройства школ в полном составе, а в том числе и П. И. Пастухов, вошла в другую комиссию, которой было поручено вследствие столкновений академиков с директором Домашневым «рассмотреть все установления здешней Академии Наук и на каком ей быть основании, сочинить новые проекты уставы и штаты». В эту комиссию вошли также: генерал-прокурор князь А. А. Вяземский и тайный советник граф А. Р. Воронцов.
В 1778 году П. Пастухов был пожалован званием камергера, а 21 мая 1779 года произведен в действительные статские советники.
28 июня 1786 года Пастухов был сделан тайным советником и назначен к присутствию в Сенат, в 3-й департамент, в то же время оставаясь при Кабинете у принятия прошений. В 3-м департаменте Пастухов пробыл до 3 июля 1795 года, когда состоялся его перевод в 4-й департамент.
27 ноября 1796 года П. И. Пастухов получил от императора Павла I в вечное и потомственное владение 1088 душ крепостных в Литовской губернии, а 5 апреля 1797 года произведён в действительные тайные советники и пожалован 800-ми душами в Севском уезде Орловской губернии, наконец, в той же губернии получил ещё 45 душ 13 февраля 1798 года.
Пётр Иванович Пастухов умер 11 ноября 1799 года и погребен на Лазаревском кладбище Александро-Невской лавры.